# Emily Hart
Emily Anne Hart (* 2. Mai 1986 in Smithtown, Long Island, New York) ist eine US-amerikanische Schauspielerin.

## Leben
Emily Anne Hart ist die jüngere Schwester von Melissa Joan Hart. Sie hat noch fünf weitere Schwestern (davon drei Halbschwestern) und einen Bruder.

## Filmografie
- 1996: Wenn Lucy springt (If Lucy Fell)
- 1996–2003: Sabrina – Total Verhext! (Sabrina, the Teenage Witch)
- 1997: Groovy Connection – Zauberhafte Geschwister (The Right Connections)
- 1998: Silencing Mary
- 1999: Simsalabim Sabrina (Sabrina: The Animated Series), Synchronstimme
- 2000: Santa Mouse and the Ratdeer, Synchronstimme
- 2000: Arielle, die Meerjungfrau 2 – Sehnsucht nach dem Meer (The Little Mermaid II: Return to the Sea), Synchronstimme
- 2000: Fionas Website (So Weird), Gastauftritt: Folge 3.13
- 2001: Child Star: The Shirley Temple Story
- 2004: Liebe auf Umwegen (Raising Helen)
- 2005: Mute

## Auszeichnungen
- Young Artist Award
  - 1998: Best Performance in a TV Movie or Feature Film – Young Ensemble für Groovy Connection – Zauberhafte Geschwister; gemeinsam mit Elizabeth Hart, Alexandra Hart-Gilliams, Brian Hart und Melissa Joan Hart.
  - 2001: Best Performance in a Voice-Over: TV/Film/Video – Young Actress für Simsalabim Sabrina
  - 2003: Best Performance in a TV Series (Comedy or Drama) – Supporting Young Actress für Sabrina – Total Verhext!.
  - Zudem war sie 1998 und 2000 für je einen weiteren Young Artist Award nominiert.